# Messaging Application Programming Interface
Messaging Application Programming Interface (MAPI, dt.: Schnittstelle für die Programmierung von nachrichtenverarbeitenden Programmen) ist eine von Microsoft entwickelte Windows-Programmierschnittstelle. MAPI ist die zentrale Schnittstelle von Microsoft Outlook und Microsoft Exchange Server und ermöglicht anderen Programmen den Zugriff auf E-Mail-Funktionen.
Zum Beispiel ist es mittels MAPI möglich, E-Mails über Outlook zu verschicken, ohne dass der Benutzer Outlook öffnet.
MAPI basiert auf dem Component Object Model.
MAPI existiert in den Versionen Simple MAPI und Extended MAPI (MAPI 1.0). Von einer Reihe anderer Hersteller wurde der Standard Vendor Independent Messaging (VIM) vorgeschlagen, der sich gegen MAPI jedoch nicht durchsetzen konnte.

## Freie Open-Source-Implementierungen von MAPI
Einige freie Open-Source-Projekte bieten eine Unterstützung der MAPI-Schnittstelle. Beispielsweise gibt es das OpenMAPI-Projekt, das Zarafa MAPI4Linux (auch ein Teil von OpenMAPI) und die MAPI-Bibliothek libmapi als Teilprojekt von OpenChange. Diese Bibliothek wird auch in dem OpenChange Teilprojekt Evolution-MAPI verwendet. Evolution-MAPI stellt eine Verbindung von Evolution mit Exchange Servern dar. Des Weiteren stellt das Projekt DavMail einen dynamischen Übersetzer der MAPI-Schnittstelle auf die Protokolle IMAP und POP zur Verfügung, der die Anbindung von standardkompatiblen E-Mail-Programmen, wie z. B. Mozilla Thunderbird an einen Exchange-Server ermöglicht.